# Термінал ЗПГ Кочі
Термінал ЗПГ Кочі — інфраструктурний об'єкт для прийому та регазифікації зрідженого природного газу, споруджений на півдні Індії у штаті Керала.
На початку 21 століття в Індії виникла загроза дефіциту природного газу в умовах зростаючого споживання та падіння власного видобутку. З метою його компенсації розпочали спорудження терміналів для імпорту ЗПГ. Перші такі об'єкти спорудили на півночі західного узбережжя у штаті Гуджарат (Дахедж, Хазіра), де існувала розвинена газотранспортна мережа. Втім, планувалось забезпечити блакитним паливом також південну частину країни, щоб стимулювати і її розвиток. За місце розташування четвертого індійського імпортного терміналу ЗПГ обрали вільну економічну зону Puthuvypeen поблизу порту Кочін (місто Кочі) на південно-західному узбережжі Індії. Термінал зокрема повинен забезпечити умови для розвитку тут електроенергетики, промисловості добрив та нафтохімії.
Будівництво об'єкту розпочалось у 2007 році, проте через певний час було заморожене внаслідок встановленої необхідності у додатковому фінансуванні первісно непередбачених робіт. У 2012-му термінал нарешті досяг технічної готовності до роботи та розпочав перевалку ЗПГ з наступного року. Проект реалізувала компанія Petronet, створена індійськими ONGC, GAIL, Indian Oil Corporation та Bharat Petroleum Corporation Limited.
Потужність терміналу складає 5 млн.т на рік. Для зберігання ЗПГ споруджено два резервуари об'ємом по 155000 м3. Прийом газовозів забезпечує причал довжиною 320 метрів, що здатен обслуговувати судна ємністю від 65000 до 216000 м3.
Власники проекту анонсували швидке (вже у 2014 році) збільшення потужності терміналу втричі до 15 млн.т. Втім, слабо розвинена газотранспортна інфраструктура південних штатів не змогла одразу впоратись навіть з об'ємами, які була здатна прийняти перша черга терміналу Кочі, і у 2015-му він працював лише на 10 % від своєї потужності. Первісно у 2012-му ввели в експлуатацію перемичку довжиною 43 км, яка сполучила термінал з індустріальною зоною Кочі та, зокрема, дозволила перевести на газ комплекс з виробництва добрив в Удйогамандалі, і лише в 2020-му став до ладу газопровід Кочі — Мангалуру, будівництву якого перешкоджали земельні суперечки.